# Pelé
Pelé [peˈlɛ] (* 23. Oktober 1940 in Três Corações; † 29. Dezember 2022 in São Paulo; bürgerlich Edson Arantes do Nascimento [ˈɛtsõ (w)ɐˈɾɐ̃tʃiz du nɐsiˈmẽtu], in seiner Geburtsurkunde als Edison Arantes do Nascimento vermerkt) war ein brasilianischer Fußballspieler, der auch als Sportminister für Brasilien tätig war. Pelé hat als bisher einziger Fußballspieler drei Weltmeisterschaften (1958, 1962, 1970) gewonnen und gilt weithin als einer der besten Spieler aller Zeiten.
Pelé gewann mit dem FC Santos in 17 Jahren insgesamt 26 nationale und internationale Titel, darunter zehnmal die Staatsmeisterschaft Campeonato Paulista (1958, 1960, 1961, 1962, 1964, 1965, 1967, 1968, 1969, 1973), viermal den Torneio Rio-São Paulo (1959, 1963, 1964, 1966), fünfmal die Taça Brasil (1961, 1962, 1963, 1964, 1965), jeweils zweimal die Copa Libertadores (1962, 1963) und den Weltpokal (1962, 1963) sowie jeweils einmal den Torneio Roberto Gomes Pedrosa (1968), die Supercopa de Campeones Intercontinentales (1968) und die Recopa Intercontinental (1968). Dabei wurde er in den verschiedenen Turnieren mehrfach Torschützenkönig. Nach seinem Wechsel 1975 zu New York Cosmos konnte er mit seinem neuen Verein einmal die US-Fußballmeisterschaft (1977) gewinnen.
Mit der brasilianischen Nationalmannschaft, für die er im Alter von 16 Jahren debütierte, gewann er dreimal die Fußball-Weltmeisterschaft (1958, 1962, 1970), so viele Male wie kein anderer Spieler. Etwa 52 Jahre war er mit 77 Treffern in 92 Länderspielen Rekordtorschütze der brasilianischen Nationalmannschaft. Neymar überbot seine Marke im September 2023. Pelé wurde zudem Torschützenkönig der Copa América (1959).
Neben dem dreifachen Gewinn der Weltmeisterschaft werden oftmals seine insgesamt 1303 Tore in 1392 Spielen (776 Tore in 841 Pflichtspielen mit weiteren Toren in Freundschaftsspielen mit FC Santos, New York Cosmos und Brasilien) als Argumente angegeben, Pelé zum besten Fußballspieler oder zumindest zu den besten Fußballspielern der Geschichte zu zählen. Pelé gewann die Wahl zu Südamerikas Fußballer des Jahres (1973) und Südamerikas Fußballer des 20. Jahrhunderts (1998). Im Januar 2000 wurde er von der International Federation of Football History & Statistics (IFFHS) zum World Player of the Century (Bester Fußballspieler des Jahrhunderts) gewählt. Er erhielt zudem 1999 von der FIFA zur Anerkennung seiner Sonderstellung (geteilt mit Diego Armando Maradona) die Auszeichnung Weltfußballer des 20. Jahrhunderts. Im gleichen Jahr wurde Pelé auch durch das Internationale Olympische Komitee (ohne Teilnahme an Olympischen Spielen) zum Sportler des Jahrhunderts ernannt. Vor den Olympischen Sommerspielen von Rio 2016 erhielt er in Santos den Olympischen Orden von IOK-Präsident Thomas Bach. Er erhielt nach seiner Karriere den Ehrenpreis des FIFA Ballon d’Or Prix d’Honneur (2013) für sein Lebenswerk.

## Herkunft und Jugend

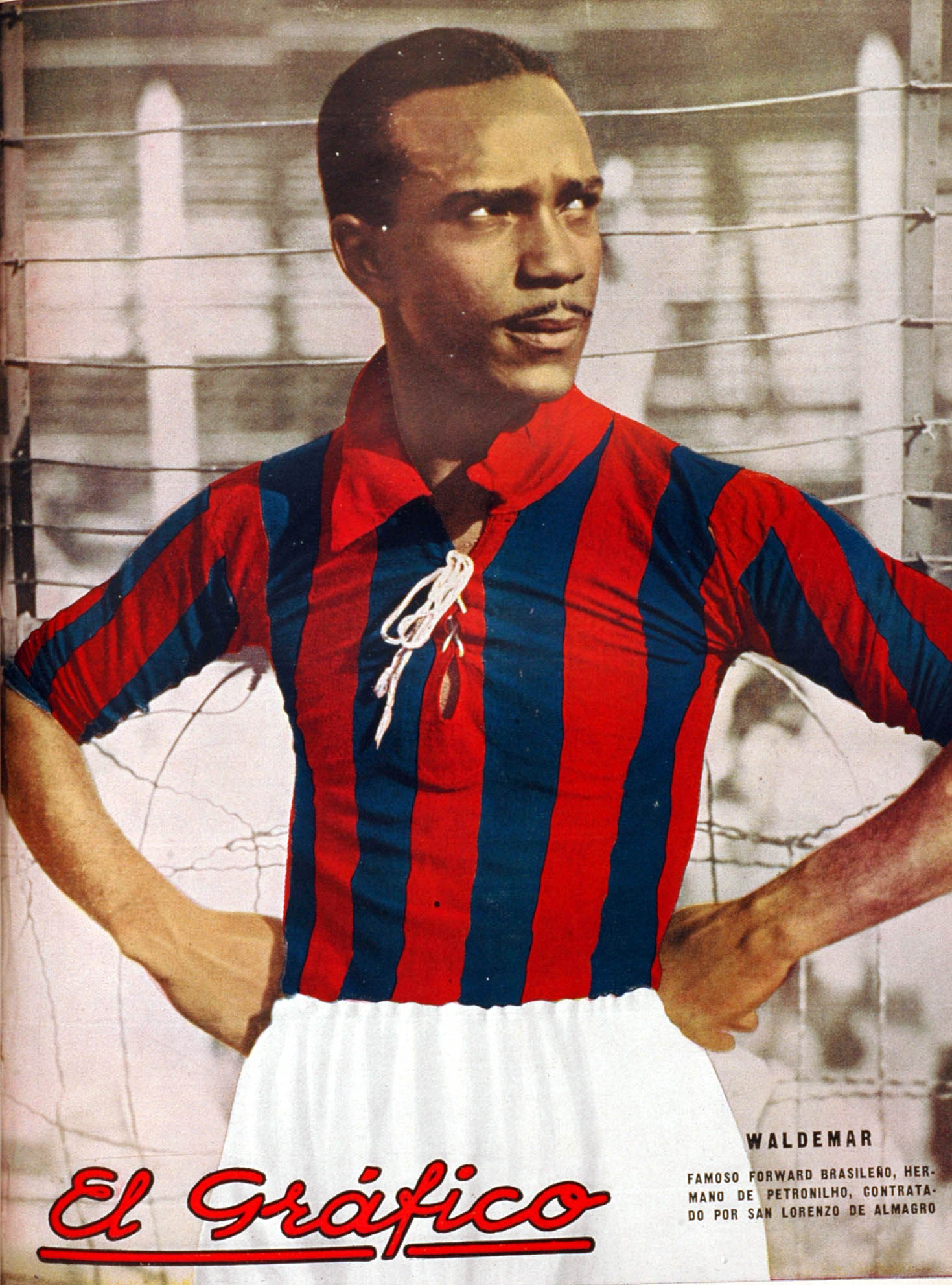
Waldemar de Brito, Pelés Entdecker

Pelé wurde am 23. Oktober 1940 in Três Corações, einer Kleinstadt im Süden des brasilianischen Bundesstaates Minas Gerais, geboren und war das älteste Kind aus der Ehe von João Ramos do Nascimento „Dondinho“ (* 2. Oktober 1917; † 16. November 1997) mit Maria Celeste Arantes (* 20. November 1922; † 21. Juni 2024). In Anlehnung an den weltberühmten Erfinder Thomas Alva Edison gaben seine Eltern ihm den Vornamen Edson („Édson“ ohne „i“, häufig auch „Edson“ ohne Akzent geschrieben, war bereits vor seiner Geburt ein in Brasilien gebräuchlicher Vorname), der allerdings in der Geburtsurkunde fälschlich als Edison vermerkt ist. Im Laufe seines Lebens erklärte Pelé mehrfach, dass er auf der Verwendung des Namens Edson bestehe.
Pelés Vater Dondinho war ein talentierter Fußballer, der kurz davor stand, eine Profikarriere bei Atlético Mineiro zu beginnen. Nachdem er sich im ersten professionellen Spiel eine komplizierte Knieverletzung zugezogen hatte, die eine weitere Belastung auf diesem Niveau nicht mehr zuließ, war er fortan gezwungen, sich bei unterklassigen Vereinen anzubieten. 1944 wurde er vom Bauru Atlético Clube (BAC) unter Vertrag genommen und erhielt gleichzeitig eine Anstellung als Reinigungskraft im örtlichen Krankenhaus. Dondinho zog deshalb mit seiner Familie in die Stadt Bauru (Bundesstaat São Paulo). Die erhoffte Verbesserung der wirtschaftlichen Situation stellte sich durch den Ortswechsel jedoch nicht ein, auch in Bauru lebte die Familie weiterhin in ärmlichen Verhältnissen. Das Gehalt des Vaters reichte nicht aus, um die inzwischen fünf Familienmitglieder zu ernähren – der kleine Edson hatte mit Jair („Zoca“) und Maria Lúcia zwei Geschwister bekommen – auch die Mutter Dona Celeste verdiente als Wäscherin Geld dazu. Um selbst zum Lebensunterhalt der Familie beizutragen, verdiente sich Edson, den alle liebevoll „Dico“ nannten, als Schuhputzer am Bahnhof und in den wohlhabenden Stadtvierteln oder durch Botengänge für seine Mutter etwas dazu. In seiner Freizeit spielte Edson am liebsten Fußball und schon in jungen Jahren war ihm klar, dass er einmal in die Fußstapfen seines Vaters treten und Profispieler werden wollte. Diese Leidenschaft ging so weit, dass er dem Unterricht an der Grundschule Ernesto Monte häufig fernblieb und stattdessen in der Straßenmannschaft Sete de Setembro Fußball spielte. Die Mannschaft war auch unter dem Namen „die Schuhlosen“ bekannt, denn kein Kind konnte sich ordentliche Schuhe leisten und man spielte daher barfuß. Die Bälle bestanden lediglich aus zusammengebundenen Socken oder einer Grapefruit.
Während dieser Zeit entstand sein Spitzname „Pelé“, dessen genaue Herkunft ungeklärt bleibt. In seiner Autobiografie behauptet er, als Kind für „Bilé“, den Torhüter von Vasco São Lourenço, geschwärmt zu haben. Durch seine ungenaue Aussprache entwickelte sich daraus „Pilé“, was letztendlich zu „Pelé“ wurde. Somit hat der Name des wohl berühmtesten Fußballers der Welt keine besondere Bedeutung und wurde von seinem Träger anfangs nicht einmal sonderlich gemocht.
Im Jahr 1952 gründete der BAC die Jugendmannschaft „Baquinho“ und engagierte den ehemaligen brasilianischen Nationalspieler Waldemar de Brito als Trainer. Dieser sichtete einige Talente der Stadt, zu denen auch Pelé gehörte, und holte sie in die Mannschaft. Dort erhielt der mittlerweile Elfjährige eine professionelle Förderung und spielte erstmals in Fußballschuhen auf einem ordentlichen Spielfeld. Unter der Anleitung de Britos zählte Baquinho zu den besten Jugendmannschaften des Bundesstaates São Paulo und gewann zweimal die regionale Jugendmeisterschaft. Auch Dondinho förderte das Talent seines Sohnes und gab ihm zusätzliches Einzeltraining.

## Vereinskarriere

### FC Santos (1956 bis 1974)

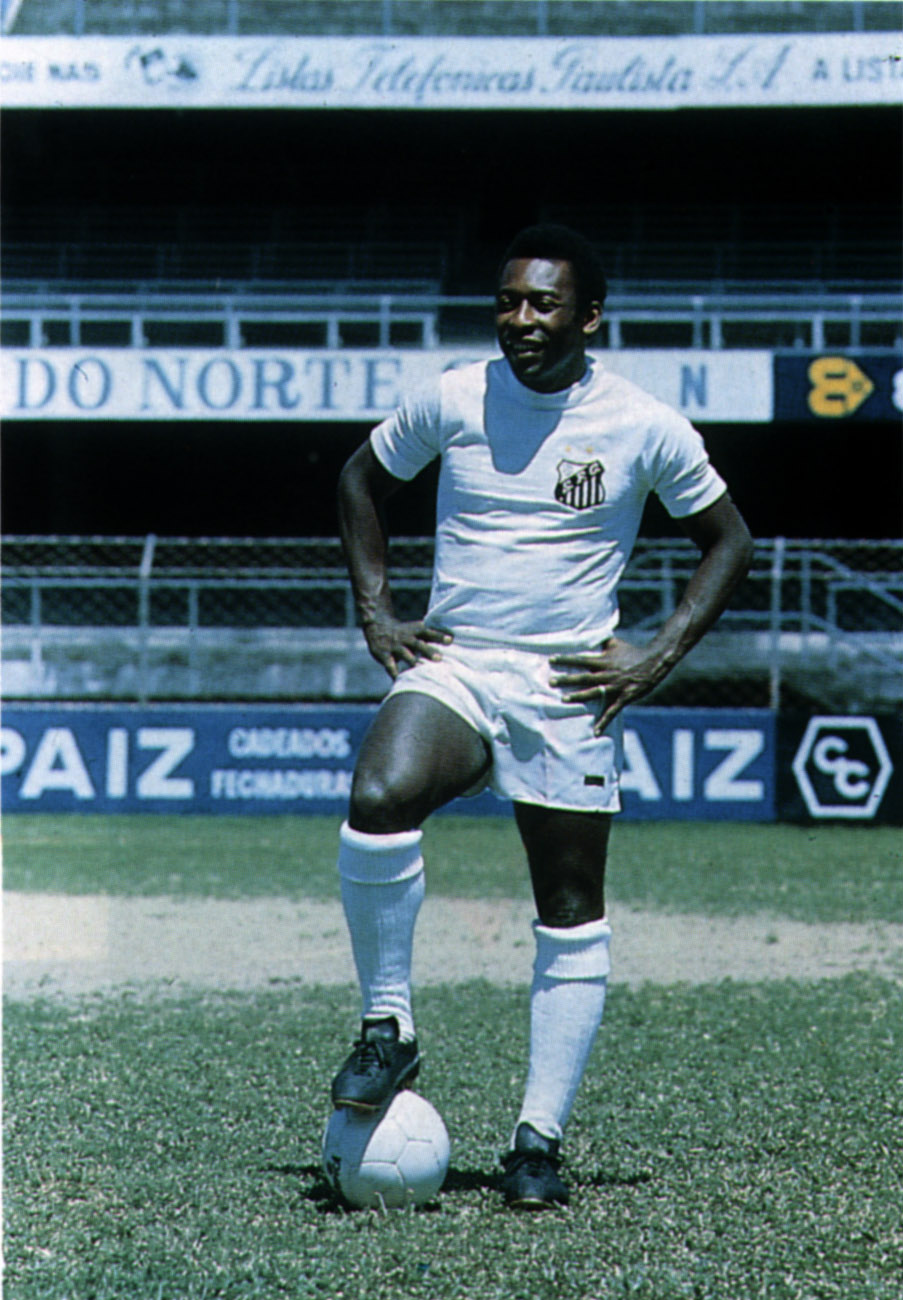
Pelé im Trikot des FC Santos (1963)

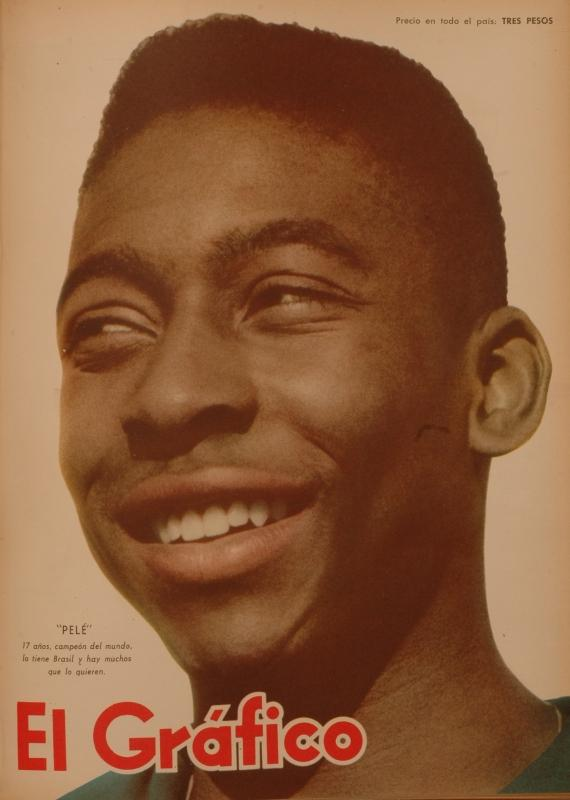
Pelé auf dem Titelbild des El Gráfico (1958)

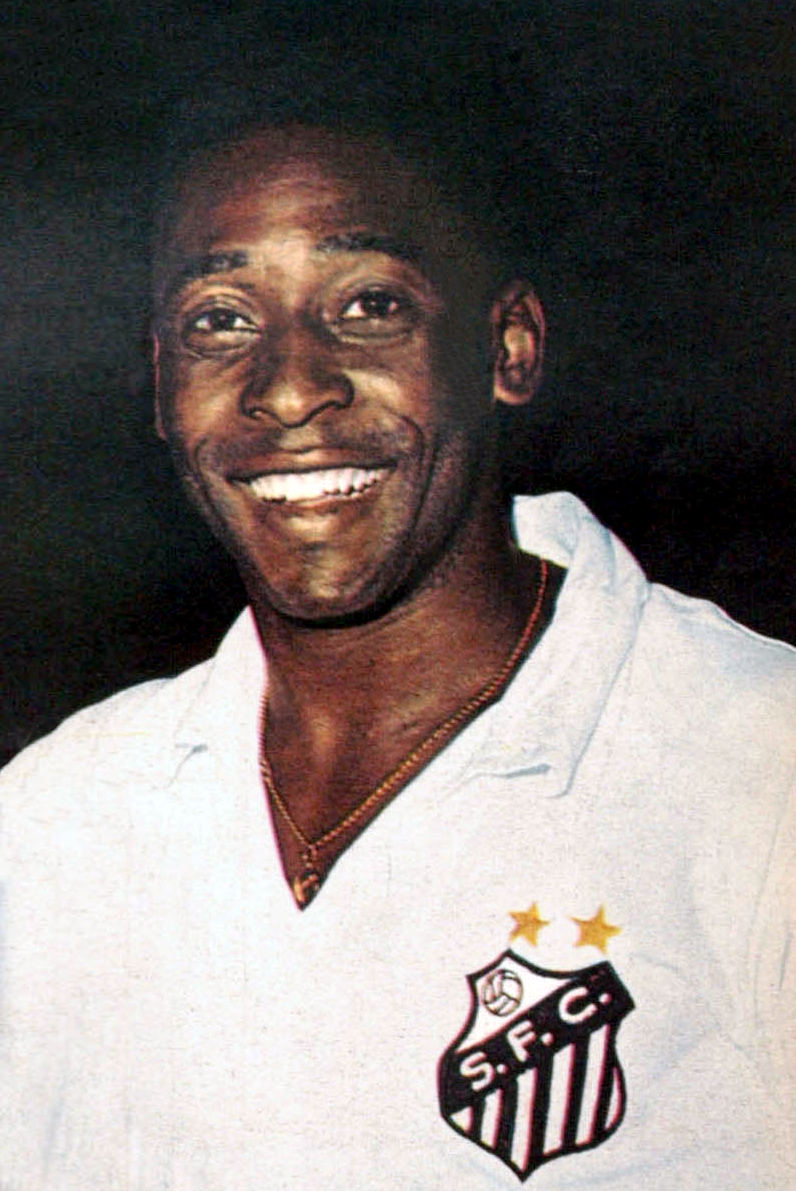
Pelé im Trikot des FC Santos (1970)

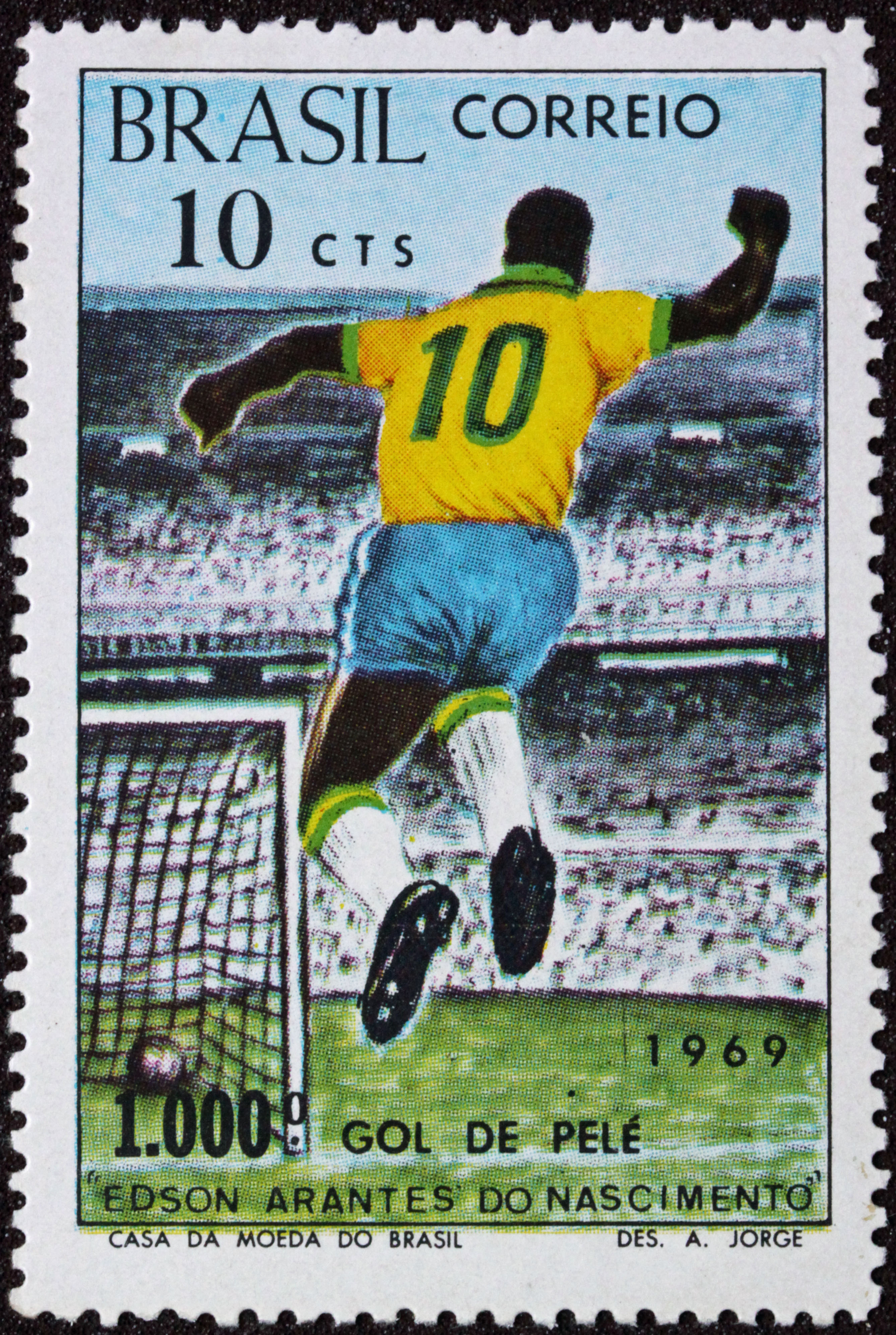
Sondermarke der brasilianischen Post anlässlich des O Milésimo

Trainer De Brito erkannte das enorme fußballerische Potential Pelés und arrangierte im Frühjahr 1956 ein Probetraining beim FC Santos, dem amtierenden Staatsmeister São Paulos. Den Verantwortlichen stellte er seinen Schützling mit den Worten vor, dieser habe das Talent, einmal „der größte Fußballer der Welt zu werden“. Pelé überzeugte im Training den Cheftrainer Lula, der ihn daraufhin sofort verpflichten wollte. Der Verein bot dem 15-Jährigen einen Amateurvertrag an, der neben einem Monatsgehalt von 6000 Cruzeiros auch eine Unterkunft in der Hafenstadt Santos und die Garantie, fortan mit dem Profikader trainieren zu dürfen, beinhaltete. Pelé nahm das Angebot an, beendete die Schule ohne Abschluss und verließ das Armenviertel seiner Heimatstadt. Wenige Monate später, am 7. September 1956, bestritt er im Freundschaftsspiel gegen Corinthians Santo André seine erste Partie für die Senioren. Pelé wurde zur zweiten Halbzeit eingewechselt und erzielte bei dem 7:1-Sieg einen Treffer.
Zu Beginn des Jahres 1957 rückte Pelé dauerhaft in den Profikader des FC Santos auf und war nach wenigen Spielen Stammspieler im Sturm. Mit 16 Jahren wurde er in seiner ersten vollen Saison Torschützenkönig der Campeonato Paulista (36 Tore in 29 Spielen) und wurde von der Presse als Pérola Negra (Schwarze Perle) gefeiert. Im Juli 1957 wurde Pelé in den Kader der Nationalmannschaft berufen und gewann mit ihr bei der Weltmeisterschaft 1958 in Schweden den Titel. Pelé kehrte als Weltstar in sein Heimatland zurück und wurde ehrfurchtsvoll O Rei (der König) genannt. Durch seine starken Auftritte während des WM-Turniers in Schweden wurde Pelé von finanzstarken europäischen Vereinen wie Real Madrid, Juventus Turin, Inter Mailand und AC Mailand umworben. Diese boten hohe Ablösesummen und Gehälter, doch die brasilianische Staatsführung, in jener Zeit auf dem Weg in eine Militärdiktatur, erklärte den Ausnahmefußballer zum „nationalen Gut“ und verbot einen Transfer nach Europa. Pelé unterschrieb daraufhin seinen ersten Profivertrag bei Santos, der ihm ein monatliches Grundgehalt von umgerechnet 3579 Euro garantierte, womit dieses höher war als das Gehalt des brasilianischen Staatspräsidenten.
Neben dem Erfolg mit der Nationalmannschaft stellten sich 1958 auch auf Vereinsebene die ersten Titel ein: Santos wurde Meister der Campeonato Paulista und Pelé mit 58 Treffern (bei 38 Spielen) erneut Torschützenkönig. Siege im Taça Brasil, dem Vorläufer einer nationalen Meisterschaft, sowie im prestigeträchtigen Torneio Rio-São Paulo folgten. Dies war der Beginn von „Super Santos“, das innerhalb weniger Jahre zur besten Vereinsmannschaft Südamerikas aufstieg.
Das Spiel der Mannschaft zeichnete sich durch geradliniges Kurzpassspiel, elegante Kombinationen sowie nie vorherzusehende technischen Finten und Finessen aus, viele Gegner wurden regelrecht deklassiert, Kantersiege waren keine Seltenheit. Teilweise überforderte Gegenspieler wussten sich häufig nur mit rüder, überharter Spielweise oder verbalen Angriffen zu wehren. Zu Beginn der 1960er Jahre gewann die Mannschaft rund 85 Prozent ihrer Spiele, was ihr den Namen „ballet blanco“ (weißes Ballett) einbrachte. Den Zenit dieser Mannschaft markierten die Jahre 1962 und 1963. 1962 war mit fünf Titeln das bisher erfolgreichste Jahr der Klubgeschichte: Nach Siegen über Peñarol Montevideo (2:1, 2:3, 3:0) gewann Santos erstmals die Copa Libertadores, das südamerikanische Gegenstück zum Europapokal der Landesmeister, und den Weltpokal gegen Benfica Lissabon (3:2, 5:2). Im Folgejahr gelang sowohl in der Copa Libertadores (3:2 und 2:1 gegen die Boca Juniors) als auch im Weltpokal (2:4, 4:2 und 1:0 gegen die AC Mailand) die viel umjubelte Titelverteidigung. Unbestrittener Star der Mannschaft war Pelé, und obwohl er mit regelmäßig 40 bis 50 Saisontoren die mit Abstand meisten Treffer erzielte, war Santos keineswegs eine „One-Man-Show“. Seine Mitspieler stellten den Kern der brasilianischen Nationalmannschaft, darunter Torwart Gilmar, die Abwehrspieler Mauro Ramos, Carlos Alberto und Calvet, Spielmacher Zito, Linksaußen Pepe sowie Pelés Sturmpartner Coutinho.
Während der 1960er Jahre war der FC Santos eine regelrechte „Fußballmaschine“, die zahlreiche finanziell lukrative Freundschaftsspiele in aller Welt absolvierte (22 Partien in sechs Wochen waren keine Seltenheit). In der Zeit vor der Informationsgesellschaft war dies die einzige Möglichkeit, dem weltweiten Publikum Superstar Pelé zu präsentieren und ihn spielen sehen zu können. Der Afrobrasilianer Pelé war aufgrund seiner Hautfarbe insbesondere für die Menschen in Afrika eine positive Symbolfigur und Hoffnungsträger, weshalb die Konfliktparteien des Biafra-Krieges die Kampfhandlungen 1969 unterbrachen, um dem FC Santos ein Freundschaftsspiel in Lagos zu ermöglichen. Nicht zuletzt standen auch kommerzielle Interessen der Vereinsführung hinter diesen Partien, die notwendig waren, um die hohen Spielergehälter zahlen zu können.
Am 19. November 1969 schoss Pelé in der Partie gegen CR Vasco da Gama (2:1) sein 1000. Tor, das als „O Milésimo“ gefeiert wurde. Als der Angreifer, schon damals ein Nationalheld, in der 34. Minute den Treffer per Foulelfmeter erzielte, stürmten jubelnde Fans, Fotografen und Journalisten den Rasen des Estádio do Maracanã, weshalb das Spiel für 20 Minuten unterbrochen werden musste. In weiten Teilen Brasiliens läuteten Kirchenglocken und auch die Militärjunta wusste das Ereignis medienwirksam für sich zu nutzen, indem Präsident Emílio Médici Pelé öffentlich gratulierte und ihm einen goldenen Ball überreichte. Die brasilianische Post gab eigens aus diesem Anlass eine Briefmarke heraus.
Anfang der 1970er Jahre neigte sich die erfolgreiche Ära des FC Santos ihrem Ende entgegen. Man war nicht mehr die dominierende Mannschaft des Landes und hatte den spielerischen Glanz vergangener Jahre verloren, auch bei Pelé wurden Anzeichen von körperlichem Verschleiß erkennbar. Alljährlich 80 bis 90 Partien, nicht selten verbunden mit anstrengenden Auslandsreisen, dazu unzählige Fouls gegen ihn waren an ihm nicht spurlos vorübergegangen und hatten ihren Tribut gefordert. Auf dem Spielfeld wirkte Pelé häufig nicht austrainiert, müde und abwesend. Nach 17 Jahren im Trikot des FC Santos verkündete Pelé 1974 seinen Rücktritt vom aktiven Profisport. Sein letztes Spiel bestritt er am 2. Oktober 1974 gegen AA Ponte Preta (2:0).

### New York Cosmos (1975 bis 1977)

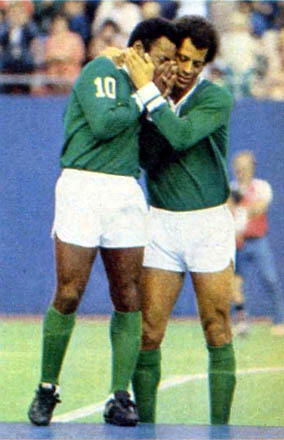
Titelbild der El Gráfico zu Pelés Abschied 1977

Aufgrund anhaltender finanzieller Probleme sah sich Pelé gezwungen, seine bereits beendete Karriere wiederaufzunehmen. Unseriöse Geschäftspartner hatten nahezu sein gesamtes Vermögen in einem riskanten Immobiliengeschäft veruntreut und die Gläubiger forderten rund zwei Millionen US-Dollar von ihm. Pelé kündigte seinen Rücktritt auf und unterschrieb 1975 einen Vertrag bei New York Cosmos aus der nordamerikanischen Profiliga NASL, der ihm rund sechs Millionen Dollar einbrachte. Ziel der Ligaverantwortlichen war es, dem Fußball in den USA mehr Popularität zu verschaffen, und da bot es sich an, den „König des Fußballs“ zu verpflichten. Pelé brachte einen nie geahnten Glanz in den bisher tristen US-Fußball, und weitere Altstars wie George Best, Giorgio Chinaglia, Johan Cruyff oder Franz Beckenbauer wechselten ebenfalls in die Vereinigten Staaten und sorgten für einen kurzlebigen „Fußball-Boom“.
Im Juni 1975 stieg Pelé in den Spielbetrieb ein, und sein erster Auftritt in der Partie gegen Dallas Tornado (15. Juni 1975) wurde live durch den Fernsehsender CBS übertragen. Weitere Spitzenspieler wie Franz Beckenbauer und Carlos Alberto wechselten ebenfalls zu Cosmos, das 1977 durch einen 2:1-Sieg über die Seattle Sounders die US-Meisterschaft für sich entscheiden konnte. Am 1. Oktober 1977 beendete Pelé endgültig seine Karriere, und zu diesem Anlass veranstaltete man ein Abschiedsspiel zwischen Cosmos und dem FC Santos (2:1). Das US-Fernsehen übertrug das Sportereignis live und bettete das Spiel in einen glamourösen Show-Akt ein, bei dem neben Pelés Vater Dondinho und Bruder Zoca weitere Sportgrößen wie Muhammad Ali oder Bobby Moore eingeladen waren. Während Pelé in der ersten Halbzeit für New York Cosmos auflief, beendete er die zweite Hälfte im Trikot des FC Santos.

## Nationalmannschaft

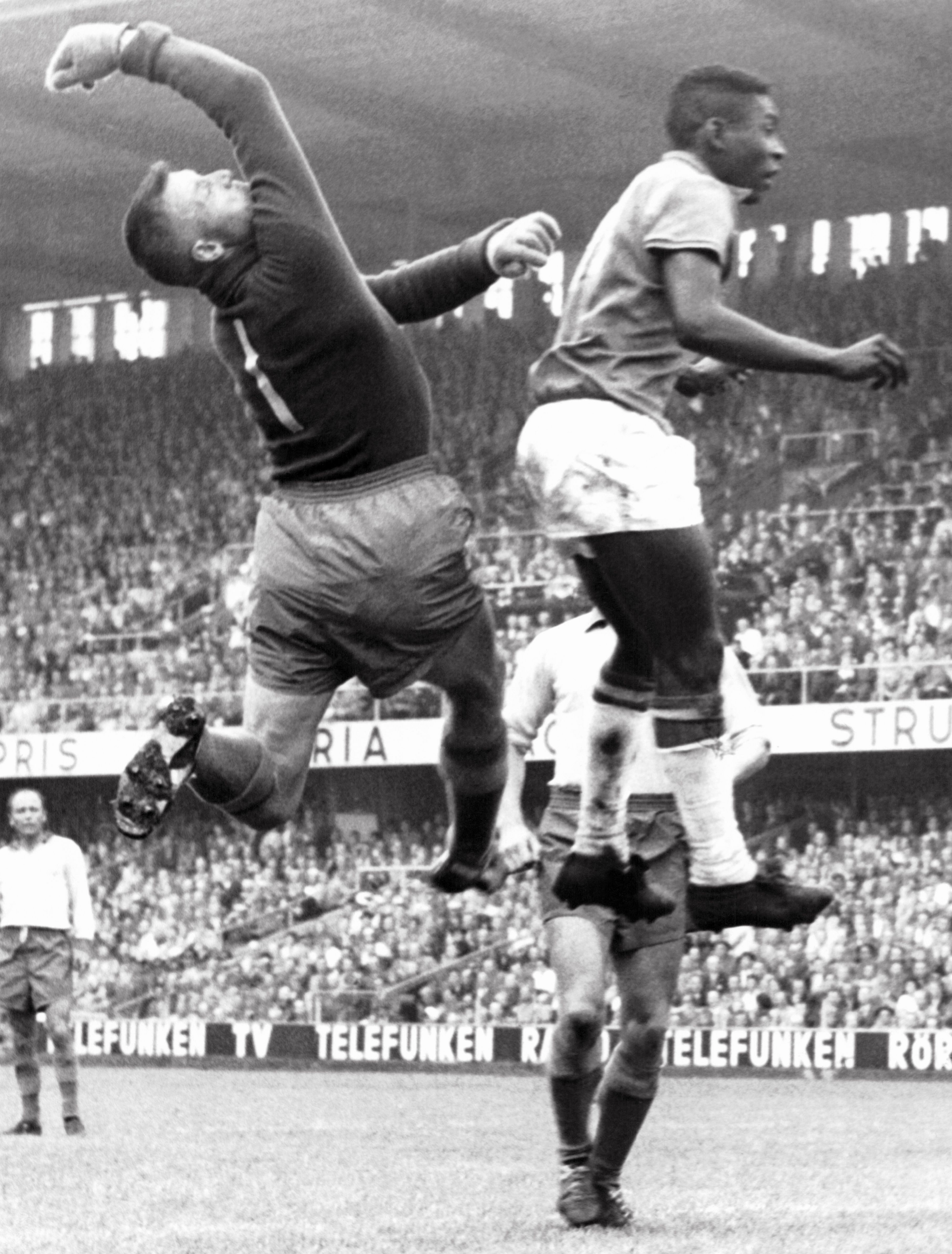
Pelé im WM-Finale 1958

Nur sieben Monate nach seinem Pflichtspieldebüt für den FC Santos wurde der 16-jährige Pelé in den Kader der brasilianischen Nationalmannschaft berufen und absolvierte am 7. Juli 1957 gegen Argentinien (1:2) sein erstes Länderspiel. Dabei gelang ihm das einzige Tor für seine Mannschaft und er ist dadurch der bis heute jüngste Torschütze der Seleção.

### WM 1958 in Schweden

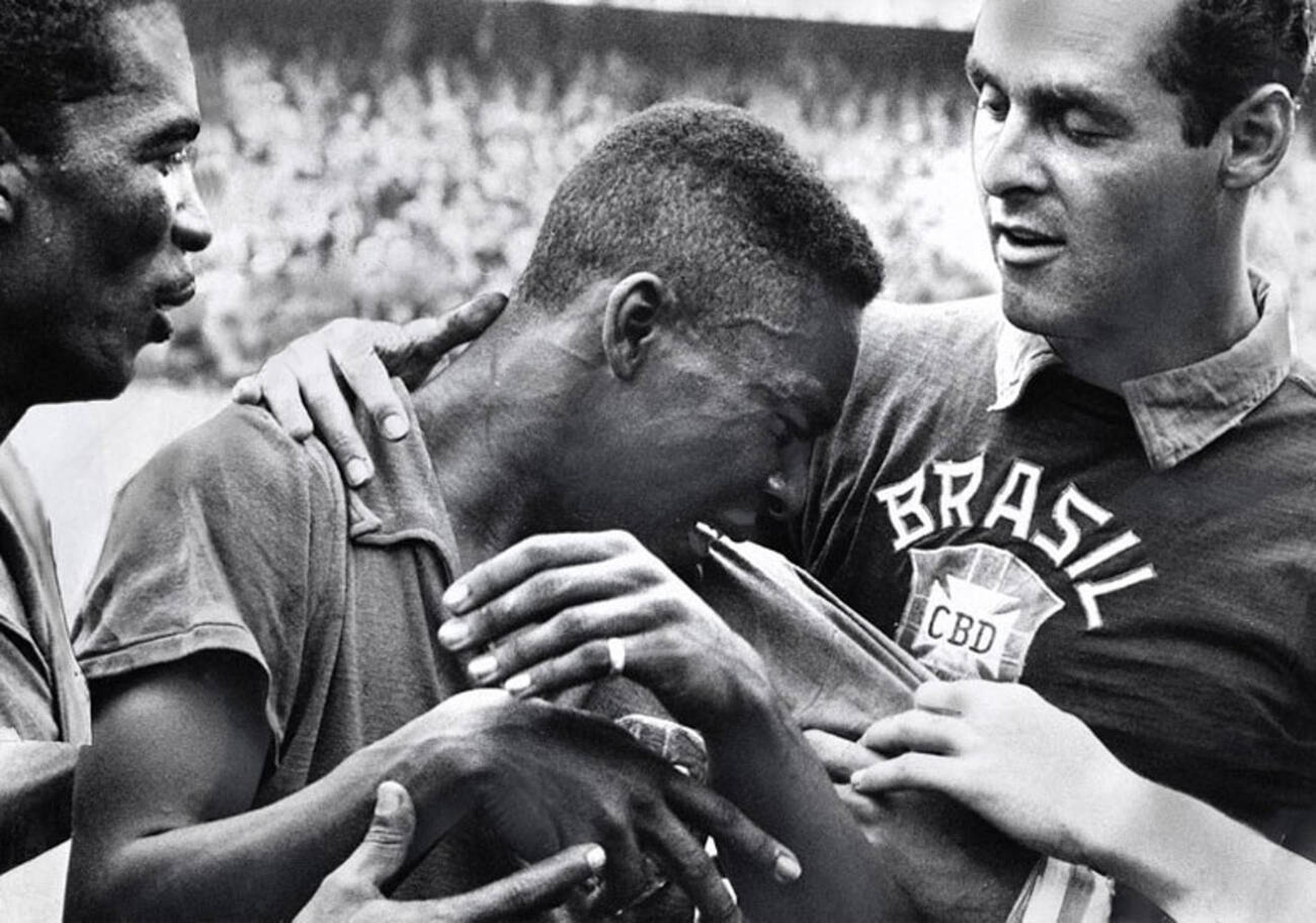
Pelé nach dem Gewinn des WM-Titels 1958

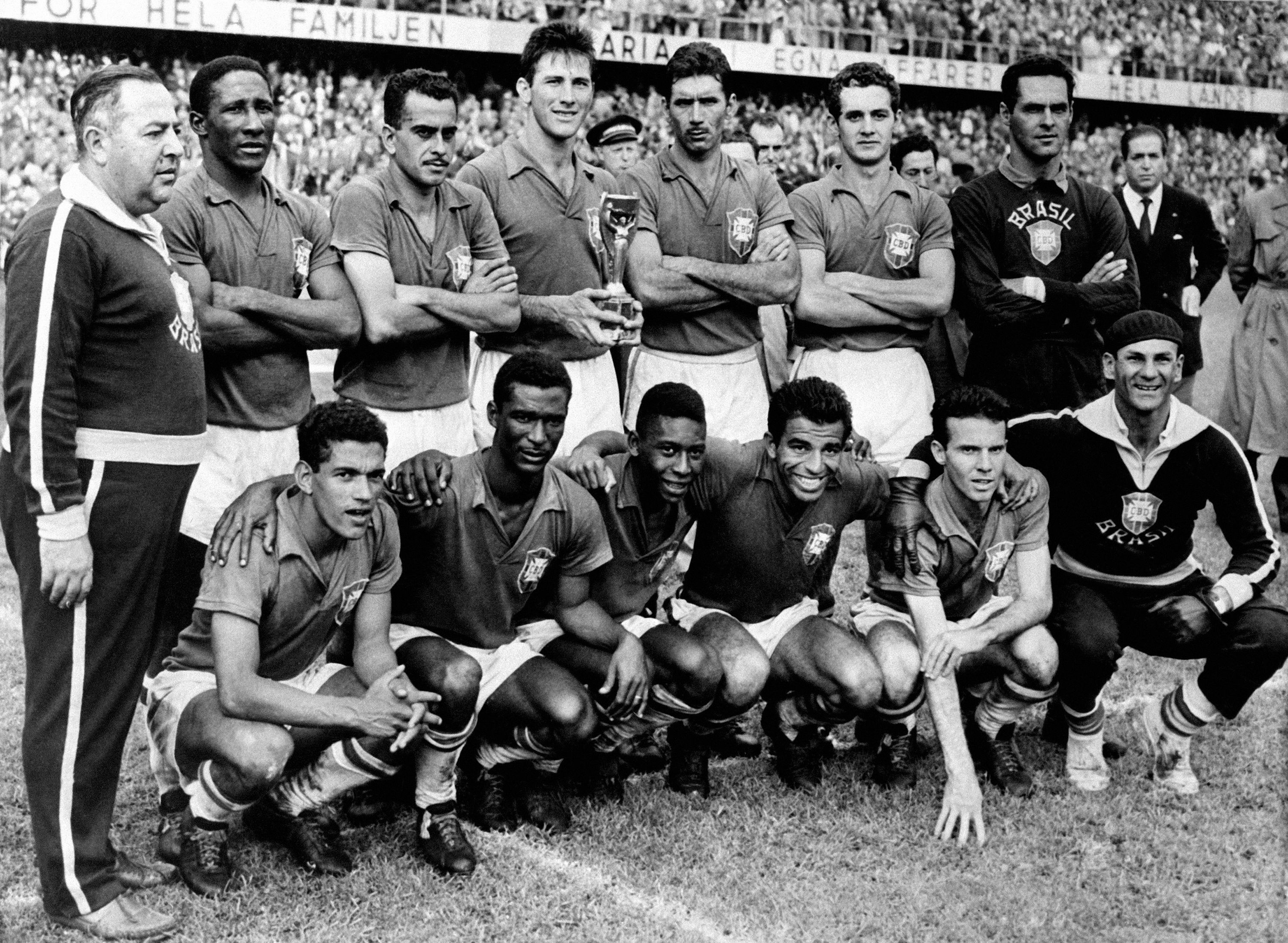
Brasilien 1958: Vicente Feola (Trainer), Djalma Santos, Zito, Bellini, Nilton Santos, Orlando, Gilmar – Garrincha, Didi, Pelé, Vava, Zagallo.

Pelé gehörte zum brasilianischen WM-Kader 1958 und war mit 17 Jahren der jüngste Spieler der Endrunde in Schweden. Verletzungsbedingt wurde er in den ersten beiden Vorrundenspielen (3:0 gegen Österreich, 0:0 gegen England) nicht berücksichtigt, doch als die Mannschaft nach dem mäßigen Start von Nationaltrainer Vicente Feola Veränderungen forderte, stellte dieser mit Garrincha, Zito und eben Pelé drei neue Offensivspieler für die dritte Partie gegen die Sowjetunion auf. Mit ihrer revolutionären 4-2-4-Formation um die Offensivreihe Garrincha, Vavá, Pelé und Mário Zagallo begeisterten die spielfreudigen Brasilianer die Zuschauer und ließen der Sowjetunion beim 2:0-Sieg keine Chance. Nach dieser überzeugenden Leistung trafen sie im Viertelfinale auf Wales und rannten zunächst vergeblich gegen das walisische Abwehrbollwerk an. Schließlich war es Pelé, der Brasilien mit seinem entscheidenden Tor zum 1:0 ins Halbfinale vorstoßen ließ. Das Spiel gegen die starken Franzosen wurde sogar als vorweggenommenes Endspiel bezeichnet. Der überragende Pelé beförderte die Seleção mit einem Hattrick binnen 22 Minuten (53., 64., 75.) fast im Alleingang ins Finale (Endstand 5:2) und die Fußballwelt staunte über den leichtfüßigen schwarzen Jungen aus dem brasilianischen Hinterland, der die gestandenen europäischen Verteidiger scheinbar spielend leicht umdribbelte. Pelés Ballgefühl war unerreicht, seine spielerische Leichtigkeit und Frechheit beinahe „dreist“. Als eindeutiger Favorit ging Brasilien ins Endspiel gegen Gastgeber Schweden, die gegen den südamerikanischen Fußball vom anderen Stern absolut chancenlos waren und deutlich mit 5:2 unterlagen. Wiederum war Pelé der alles überragende Spieler. „Nach dem fünften Tor wollte sogar ich applaudieren“, sprach Sigvard Parling, einer der bedauernswerten Schweden. Und die Londoner „Times“ schwärmte von einer „Fußballkunst, die das Verständnis vieler überschreitet“. Von niemandem auszuschalten, krönte er seine Leistung mit zwei sehenswerten Toren. Brasilien war erstmals Fußballweltmeister und hatte sich vom „Fluch des Maracanaço“ befreit. Die ergreifenden Bilder des weinenden Pelé, der sich an Gilmars Schulter anlehnte, gingen um die Welt. Innerhalb weniger Tage war er zu einem Weltstar aufgestiegen und das Gesicht „des Königs“ (O Rei) prangte auf zahllosen Titelbildern.
Mit sechs Treffern in vier Spielen war Pelé zweitbester Torschütze des Turniers und wurde nachträglich zum besten jungen Spieler der WM gewählt. Daneben hatte er zahlreiche Rekorde aufgestellt: jüngster Spieler, jüngster Torschütze und jüngster Endspielteilnehmer einer WM, sowie jüngster Weltmeister.

### WM 1962 in Chile

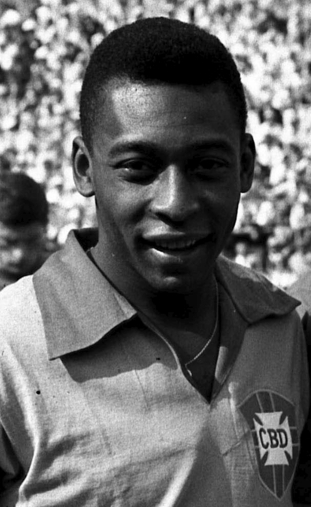
Pelé (1963)

Mit einem Großteil der Weltmeisterelf von 1958 reisten die Brasilianer für die WM 1962 nach Chile, lediglich der erkrankte Nationaltrainer Feola wurde durch Aymoré Moreira vertreten. Mit Spannung erwartete die Fußballwelt den Auftritt des Titelverteidigers und insbesondere Pelés, der beim 2:0 über Mexiko mit einem Tor sowie einer Vorlage die Erwartungen erfüllen konnte. Doch schon im zweiten Gruppenspiel gegen die ČSSR (0:0) war das WM-Turnier für ihn beendet: Bei einem Schussversuch zog sich Pelé eine Oberschenkelverletzung zu und musste für den Rest der Partie auf dem Flügel „geparkt“ werden, da zu dieser Zeit Spielerwechsel noch nicht erlaubt waren. Den weiteren Turnierverlauf verfolgte er als Zuschauer auf der Tribüne. Zwar kamen immer wieder Gerüchte auf, Pelé werde wieder gesund und könne zumindest im Endspiel auflaufen, doch die Welt hoffte vergeblich auf die Fähigkeiten des Masseurs und „Wunderheilers“ Mário Américo. Brasilien konnte den Verlust seines Superstars kompensieren und verteidigte den Titel souverän mit 3:1 im Finale gegen die ČSSR.

### WM 1966 in England
Im Vorfeld der Weltmeisterschaft in England wurden die Brasilianer als großer Favorit gehandelt und strebten selbstbewusst die erneute Titelverteidigung an. Allerdings verlief die Vorbereitung auf die Endrunde eher problematisch: Trainer Feola gelang es nicht, eine funktionierende Stammformation zu finden, da sich geltungsbedürftige Verbandsfunktionäre immer wieder einmischten. Brasilien startete zwar mit einem 2:0 über Bulgarien (ein Freistoßtor von Pelé) ordentlich ins Turnier, doch Pelé wurde von den Gegenspielern extrem hart angegangen und beschwerte sich vergeblich bei der FIFA über dieses Vorgehen. Daher wurde er im folgenden Spiel geschont, doch das überhebliche Auftreten der Mannschaft führte zur sensationellen Niederlage gegen Ungarn (1:3). Zum Eklat kam es in der entscheidenden dritten Partie, als Pelé von den portugiesischen Verteidigern wie Freiwild regelrecht gejagt und zusammengetreten wurde. Verletzungsbedingt musste er das Spiel auf der Außenbahn beenden und konnte die 1:3-Niederlage nicht verhindern, die zum sensationellen Ausscheiden Brasiliens nach der Vorrunde führte. Pelé reagierte verärgert über die Tatenlosigkeit der FIFA und erklärte, nicht mehr an einer Weltmeisterschaft teilnehmen zu wollen.

### WM 1970 in Mexiko

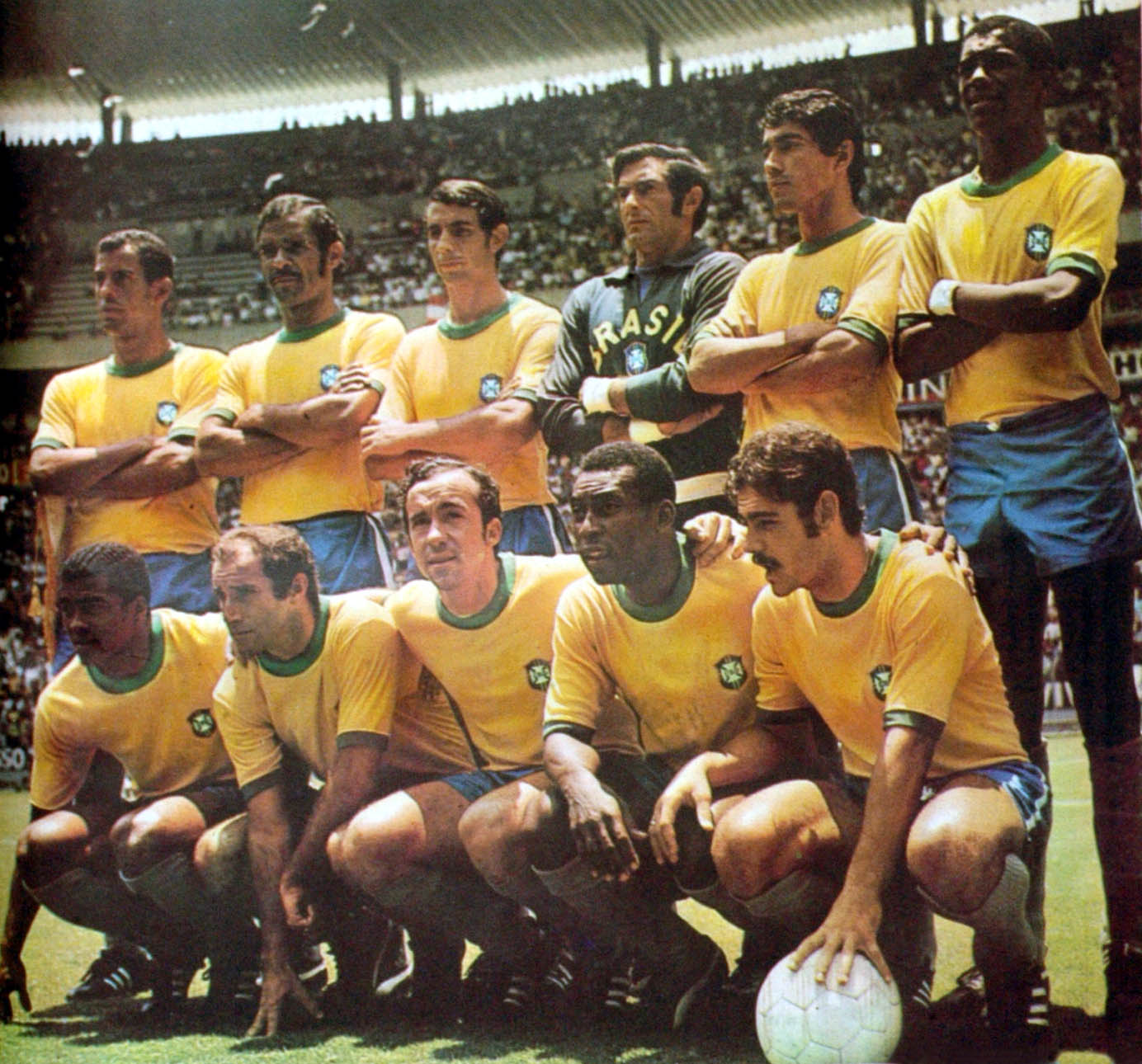
Brasilien 1970, Zweiter unten rechts ist Pelé

Unter dem neuen Nationaltrainer João Saldanha fand Pelé zunächst keine Berücksichtigung mehr für die Seleção und bestritt fast zwei Jahre lang kein Länderspiel. Saldanha demontierte den Nationalhelden sogar öffentlich, indem er behauptete, Pelé sei alt und übergewichtig geworden und leide zudem unter einer Sehschwäche. Erst unter massivem Druck der brasilianischen Regierung im Vorfeld der WM 1970 kehrte er in die Nationalmannschaft zurück. Der eigensinnige Saldanha war mit dieser Einmischung der Politik in seine Arbeit nicht einverstanden und trat von seinem Amt zurück. Nachfolger wurde Pelés ehemaliger Mitspieler Mário Zagallo, der ihn gleich wieder zum Stammspieler machte. Hochmotiviert ging Pelé in die Turniervorbereitung und nach harter, gewissenhafter Trainingsarbeit reiste er in Topform nach Mexiko.
Dort wurde Brasilien vor Titelverteidiger England Sieger der Gruppe C (drei Pelé-Treffer) und wurde als absoluter Turnierfavorit bezeichnet. Zagallo war es gelungen, die hochbegabten Individualisten zu einer homogenen und funktionierenden Einheit zu formen. Die mit Ausnahmekönnern wie Pelé, Jairzinho, Tostão, Gérson und Roberto Rivelino besetzte Offensivreihe war von den Gegnern nicht zu kontrollieren. Durch ständige Positionswechsel waren sie kaum auszurechnen, und angetrieben von Pelé, der wie zu besten Zeiten spielte und die Mannschaft auf dem Feld führte, zeichneten sie sich durch unbedingten Siegeswillen aus. Viele Fußballexperten halten diese Seleção noch heute für die beste Mannschaft, die je bei einer Weltmeisterschaft gespielt hat. In der K.O.-Phase setzten sie sich ungefährdet gegen Peru (4:2) und Uruguay (3:1) durch und trafen im Finale auf Italien. Die überforderte „Squadra Azzurra“ wurde von den wie entfesselt aufspielenden Brasilianern mit 4:1 regelrecht überrollt, wobei Pelé mit einem sehenswerten Kopfballtor das wichtige 1:0 gelungen war. Nach dem Schlusspfiff nahm er ausgelassen den Coupe Jules Rimet entgegen. Die Weltmeisterschaft war die größte Bühne für Pelé, der sie mit 17, 21 und 29 Jahren gewann. Kein anderer Fußballspieler hat dieses Turnier so oft gewonnen. Dabei hat er insgesamt zwölf Tore erzielt, was ihm bis heute einen der vordersten Plätze in der ewigen Torjägerliste der WM garantiert.
Am 18. Juli 1971 streifte sich Pelé gegen Jugoslawien (2:2) letztmals das gelbe Nationaltrikot über und wurde von 180.000 Zuschauern im Maracanã-Stadion enthusiastisch verabschiedet. Mit 77 von der FIFA anerkannten Treffern bei insgesamt 92 Spielen war er bis September 2023 etwa 52 Jahre Rekordtorschütze Brasiliens. Am 9. Dezember 2022 wurde dieser Rekord von Neymar im 124. Spiel eingestellt. Der brasilianische Fußballverband behauptet jedoch, Pelé habe 95 Tore in 113 Spielen geschossen und sei weiterhin alleiniger Torschützenkönig.

## Spielweise

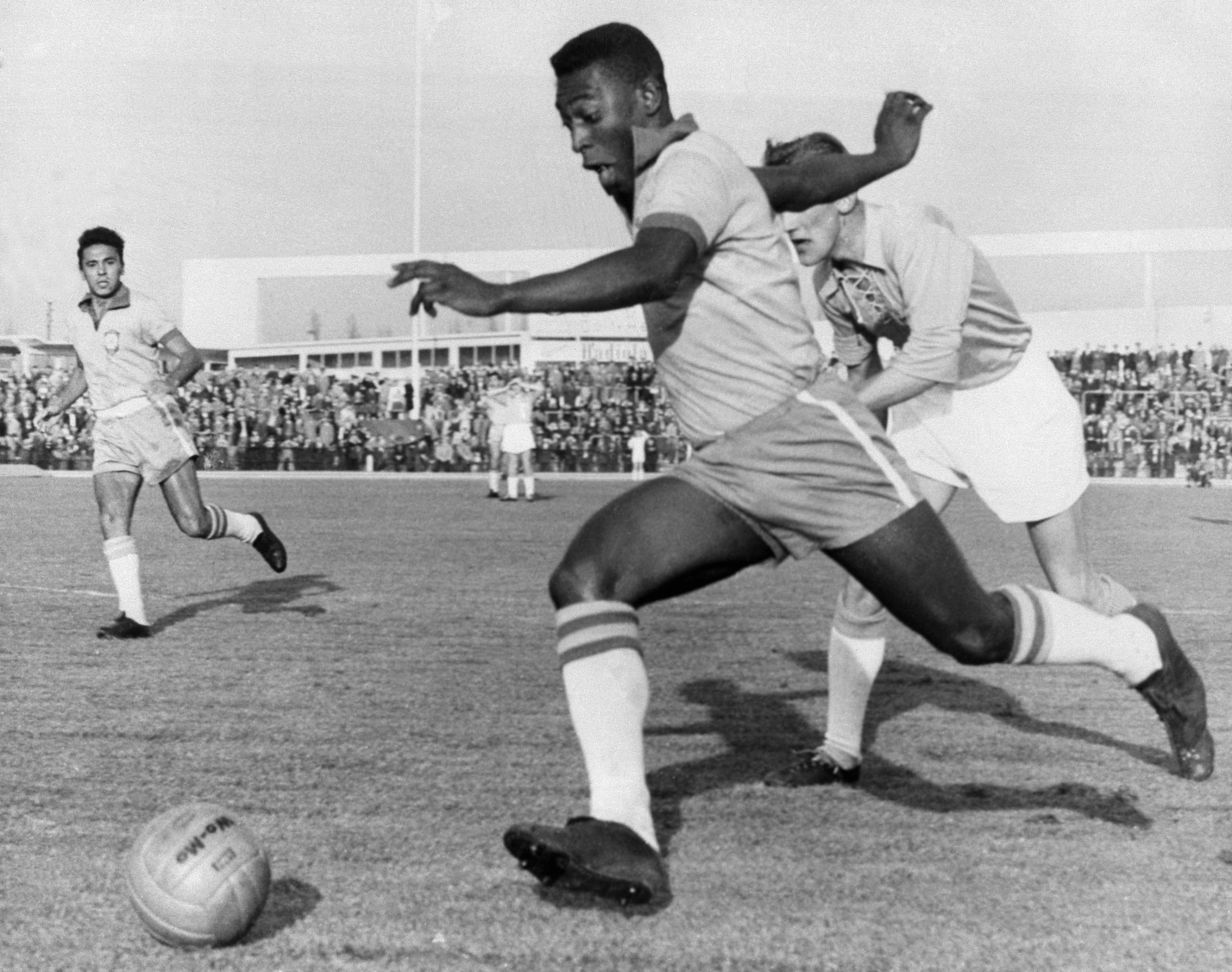
Pelé (1960)

Pelé galt als ein kompletter Stürmer und Alleskönner. Er verfügte über eine hervorragende Technik, Schnelligkeit und Athletik, nutzte beide Füße gleichermaßen ohne Qualitätseinbußen und war sprung- und kopfballstark. Neben seiner Intuition, zu erkennen, wie und in welche Richtung sich Gegenspieler bewegen würden, um sich so von ihnen freilaufen und Torchancen kreieren zu können, wird Pelés Ausnahmestellung unter anderem damit begründet, dass er neben vielen und wichtigen Toren, die er schoss, auch variabel auf verschiedenen Positionen einsetzbar war. Er erkannte, wenn Lücken in der eigenen Defensive entstanden waren, und stopfte diese, hielt, wenn nötig, den Ballbesitz und das Spiel der eigenen Mannschaft aufrecht, konnte als Ballverteiler Angriffe aus dem Mittelfeld einleiten und behauptete Bälle auch unter Druck im gegnerischen Strafraum. Pelé konnte alles auf allerhöchstem Niveau: dribbeln, dirigieren, köpfen und schießen. Er gilt deshalb als einer der komplettesten Fußballspieler, den die Welt bis heute gesehen hat.

## Titel
Nationalmannschaft
- Weltmeister (3): 1958, 1962, 1970

Vereine
- Staatsmeisterschaft Campeonato Paulista (10): 1958, 1960, 1961, 1962, 1964, 1965, 1967, 1968, 1969, 1973
- Torneio Rio-São Paulo (4): 1959, 1963, 1964, 1966
- Taça Brasil (5): 1961, 1962, 1963, 1964, 1965
- Torneio Roberto Gomes Pedrosa (1): 1968
- Copa Libertadores (2): 1962, 1963
- Weltpokal (2): 1962, 1963
- Supercopa de Campeones Intercontinentales (1): 1968[5]
- Recopa Intercontinental (1): 1968[6]
- Meister der North American Soccer League (1): 1977

## Auszeichnungen

### Sportliche Ehrungen
- Südamerikas Fußballer des Jahres (1): 1973
- FIFA Order of Merit: 1984
- Südamerikas Fußballer des 20. Jahrhunderts: 1998
- Spieler des 20. Jahrhunderts (FIFA): 1999
- Spieler des 20. Jahrhunderts (Magazin World Soccer): 1999
- Sportler des 20. Jahrhunderts (IOK): 1999 (ohne Teilnahme an Olympischen Spielen)[26]
- Ehrenpreis des FIFA Ballon d’Or (FIFA Ballon d’Or Prix d’honneur): 2013[27] (für sein Lebenswerk)
- Olympischer Orden: 2016[12]
- Wahl ins Ballon d’Or Dream Team: 2020

### Außersportliche Ehrungen
- 1965: Ehrenbürger von Santos, Brasilien[28]
- Botschafter der UNESCO
- 1997: ehrenhalbe Aufnahme als Knight Commander in den Order of the British Empire[29]
- 2005: Ehrenmitglied des deutschen Fußballvereins Rot-Weiss Essen
- 2006: Goldener Rathausmann der Stadt Wien
- 2007: Ehrenmitglied des deutschen Fußballvereins 1. FC Köln

### Torschützenkönig

#### Verein (FC Santos)
- Torschützenkönig der Staatsmeisterschaft Campeonato Paulista (11): 1957 (20 Tore), 1958 (58 / Rekord), 1959 (45), 1960 (34), 1961 (47), 1962 (37), 1963 (22), 1964 (34), 1965 (49), 1968 (26), 1973 (11)
- Torschützenkönig des Torneio Rio-São Paulo (4): 1961 (7 Tore), 1963 (15), 1964 (3), 1965 (8)
- Torschützenkönig der Taça Brasil (2): 1961 (9 Tore), 1963 (12)
- Torschützenkönig der Copa Libertadores: 1963 (11 Tore)

#### Nationalmannschaft
- Torschützenkönig der Copa América: 1959 (8 Tore)

### Rekorde
- Bis zum 8. September 2023 Rekordtorschütze der brasilianischen Nationalmannschaft (77 Tore in 92 Länderspielen), dann von Neymar abgelöst.

## Karrierestatistik

### Verein
| Verein               | Wettbewerb                    | Spiele | Tore | Torquote |
| -------------------- | ----------------------------- | ------ | ---- | -------- |
| FC Santos            | Campeonato Paulista           | 0410   | 0467 | 1,14     |
| FC Santos            | Torneio Rio-São Paulo         | 0053   | 0049 | 0,92     |
| FC Santos            | Torneio Roberto Gomes Pedrosa | 0056   | 0036 | 0,64     |
| FC Santos            | Taça Brasil                   | 0033   | 0030 | 0,91     |
| FC Santos            | Campeonato Brasileiro         | 0083   | 0034 | 0,40     |
| FC Santos            | Copa Libertadores             | 0015   | 0017 | 1,13     |
| FC Santos            | Weltpokal                     | 0003   | 0007 | 2,33     |
| FC Santos            | Andere                        | 0007   | 0003 | 0,43     |
| FC Santos            | Pflichtspiele gesamt          | 0660   | 0643 | 0,97     |
| FC Santos            | Freundschaftsspiele           | 0456   | 0446 | 0,97     |
| FC Santos            | Spiele gesamt                 | 1116   | 1089 | 0,97     |
| New York Cosmos      | NASL                          | 0064   | 0037 | 0,58     |
| New York Cosmos      | Freundschaftsspiele           | 0043   | 0029 | 0,63     |
| New York Cosmos      | Spiele gesamt                 | 0107   | 0066 | 0,62     |
| Vereinsspiele gesamt | Vereinsspiele gesamt          | 1223   | 1155 | 0,94     |

Quelle: RSSSF

### Nationalmannschaft
| Jahr   | Spiele | Tore |
| ------ | ------ | ---- |
| 1957   | 02     | 02   |
| 1958   | 07     | 09   |
| 1959   | 09     | 11   |
| 1960   | 06     | 04   |
| 1961   | 0–     | 0–   |
| 1962   | 08     | 08   |
| 1963   | 07     | 07   |
| 1964   | 03     | 02   |
| 1965   | 08     | 09   |
| 1966   | 09     | 05   |
| 1967   | 0–     | 0–   |
| 1968   | 07     | 04   |
| 1969   | 09     | 07   |
| 1970   | 15     | 08   |
| 1971   | 02     | 01   |
| Gesamt | 92     | 77   |

| Wettbewerb           | Spiele | Tore | Torquote |
| -------------------- | ------ | ---- | -------- |
| WM-Qualifikation     | 06     | 06   | 1,00     |
| Weltmeisterschaft    | 14     | 12   | 0,86     |
| Copa América         | 06     | 08   | 1,33     |
| Andere               | 16     | 17   | 1,06     |
| Pflichtspiele gesamt | 42     | 43   | 1,02     |
| Freundschaftsspiele  | 50     | 34   | 0,68     |
| Länderspiele gesamt  | 92     | 77   | 0,84     |

Quelle: RSSSF

## Laufbahn nach dem aktiven Sport

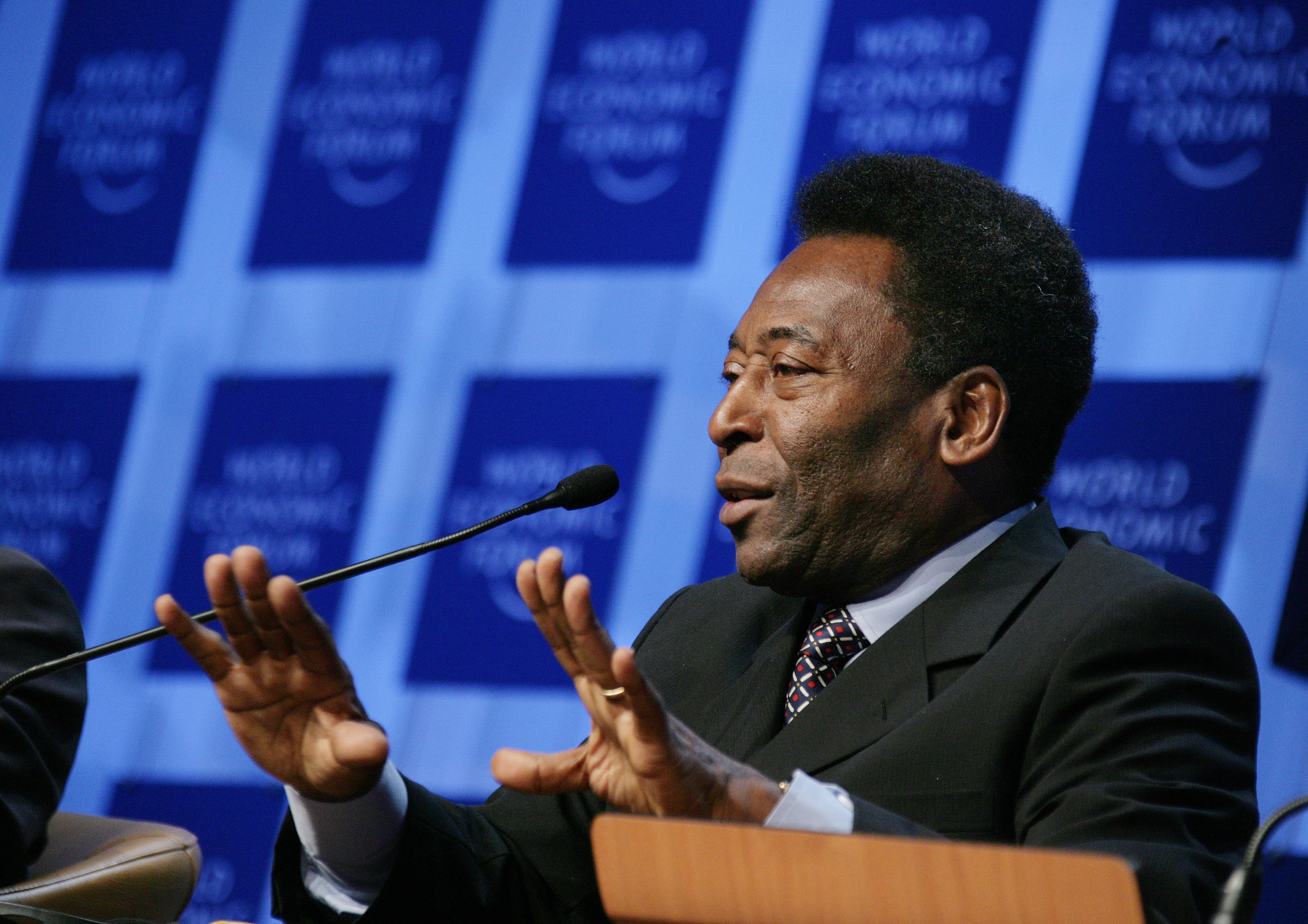
Pelé in Davos (2006)

Nach Beendigung der aktiven Laufbahn war Pelé ein weltweit gefragter Werbeträger (u. a. American Express, Pepsi, Viagra) und gründete eine Sportmarketing-Agentur, die rund 20 Millionen US-Dollar jährlich umsetzte. Am 10. Juni 2010 präsentierte er in Johannesburg (Südafrika) die Marke „Pelé Sports“, deren erste Kollektion aus Fußballschuhen mit den Modellnamen „1958“, „1962“ und „1970“ sowie Sport- und Lifestyletextilien besteht.
Seit seinem Karriereende 1977 war Pelé in seiner Eigenschaft als UN-Sonderbotschafter weltweit für zahlreiche Entwicklungsprojekte tätig. Ihm zu Ehren wurde die Kleine Fußball-Weltmeisterschaft der Senioren als Pelé-Cup (1987 bis 1995) benannt. 1992 erwog er, sich bei der Wahl 1994 um das Amt des brasilianischen Präsidenten zu bewerben. Von 1995 bis 1998 bekleidete er das Amt des außerordentlichen Sportministers (Ministério do Esporte) in der Regierung des brasilianischen Präsidenten Fernando Henrique Cardoso (Partido da Social Democracia Brasileira). Sein Einsatz für eine offenere Vermarktung von Fußballrechten rief Kritik hervor. Man warf ihm vor, nicht im Interesse des Fußballs, sondern in eigenem Interesse gehandelt zu haben, da eine von ihm erlassene Verordnung Sportmarketing-Firmen begünstige.

## Familie und Gesundheit
Pelé heiratete am 21. Februar 1966 Rosemeri dos Reis Cholby; die Ehe wurde 1982 geschieden. Aus dieser Verbindung gingen zwei Töchter sowie ein Sohn hervor. Der Sohn, Edson Cholbi Nascimento, auch als „Edinho“ bekannt, wurde ebenfalls Fußballspieler und war als Torwart u. a. beim FC Santos aktiv. 2014 wurde Edinho wegen Beteiligung an Geldwäsche im Zusammenhang mit Drogengeschäften in erster Instanz zu 33 Jahren Gefängnis verurteilt, im Berufungsverfahren wurde die Strafe auf 13 Jahre und 10 Monate reduziert. Nachdem er 2017 die Strafe angetreten hatte und sich ab 2018 im halboffenen Vollzug befunden hatte, durfte er ab 2019 in den offenen Vollzug wechseln, bei dem er die Reststrafe im Hausarrest absitzen darf.

In den 1990er Jahren erkannte Pelé die Vaterschaft für zwei uneheliche Töchter an. Zwischen 1994 und 2008 war Pelé mit der Gospelsängerin Assíria Lemos Seixas verheiratet, die am 28. September 1996 Zwillinge gebar. 

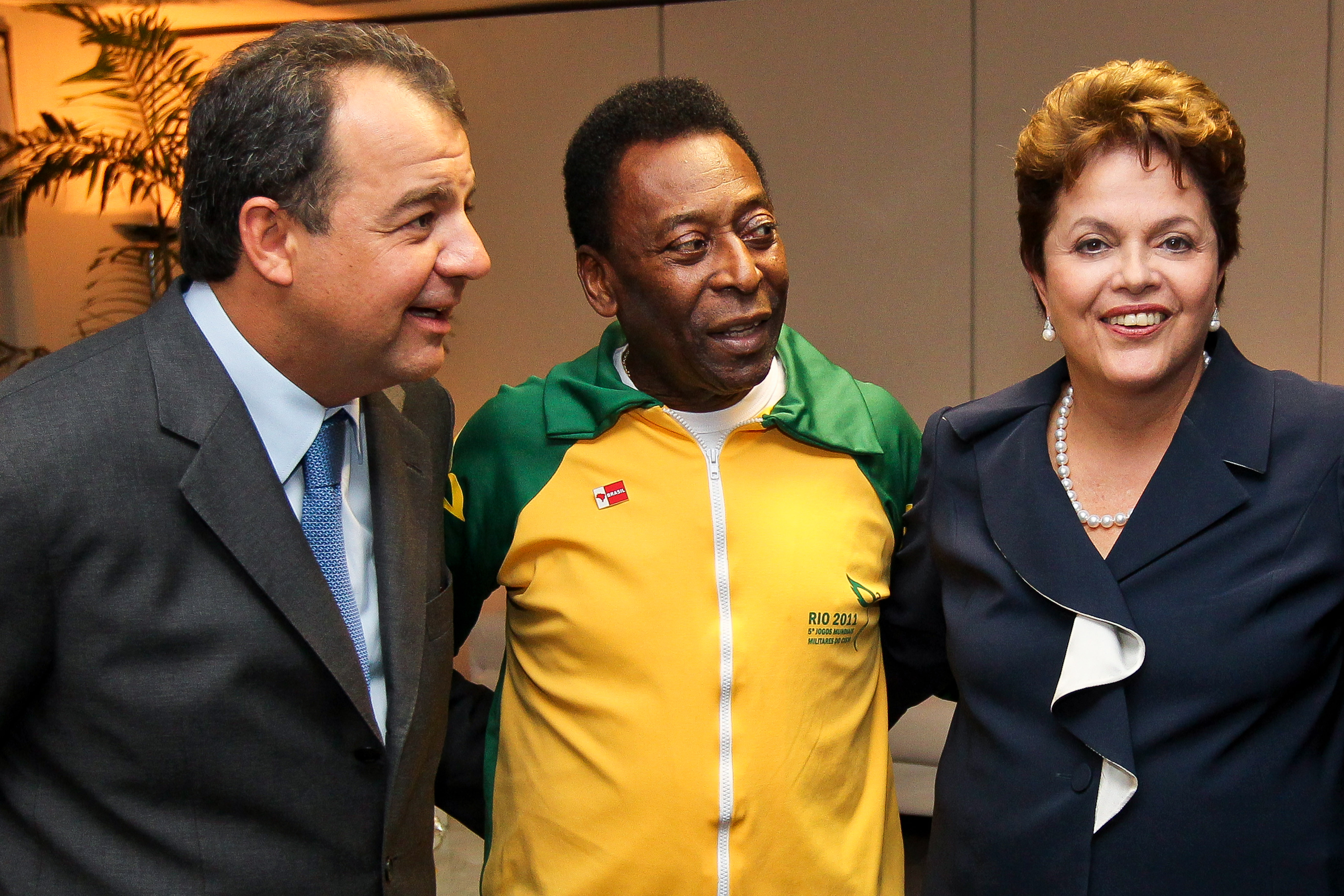
Pelé mit Staatspräsidentin Dilma Rousseff 2011

Im Alter von 80 Jahren ließ er sich im Albert-Einstein-Krankenhaus in São Paulo am 4. September 2021 einen Tumor am Dickdarm entfernen. Anfang Dezember 2022 wurde er auf die Palliativstation verlegt, nachdem sein Körper nicht mehr auf die Chemotherapie reagiert hatte. Zudem litt er zwischenzeitlich an einer Atemwegsinfektion im Zusammenhang mit SARS-CoV-2.
Am 29. Dezember 2022 erlag Pelé im Alter von 82 Jahren im Albert-Einstein-Krankenhaus in São Paulo den Folgen seines Krebsleidens. Brasiliens Präsident Jair Bolsonaro rief eine dreitägige Staatstrauer und Brasiliens Fußballverband CBF eine siebentägige Trauer aus. Seine letzte Ruhestätte fand Pelé, der von seiner 100-jährigen Mutter überlebt wurde, in einem Mausoleum in der ersten Etage des Friedhofshochhauses Memorial Necrópole Ecumênica in Santos. Die Beisetzung fand am 3. Januar 2023 nach einem mehrstündigen Trauerzug durch die Straßen von Santos im Kreis seiner Familie statt.

## Sonstiges und Kurioses
Spitznamen

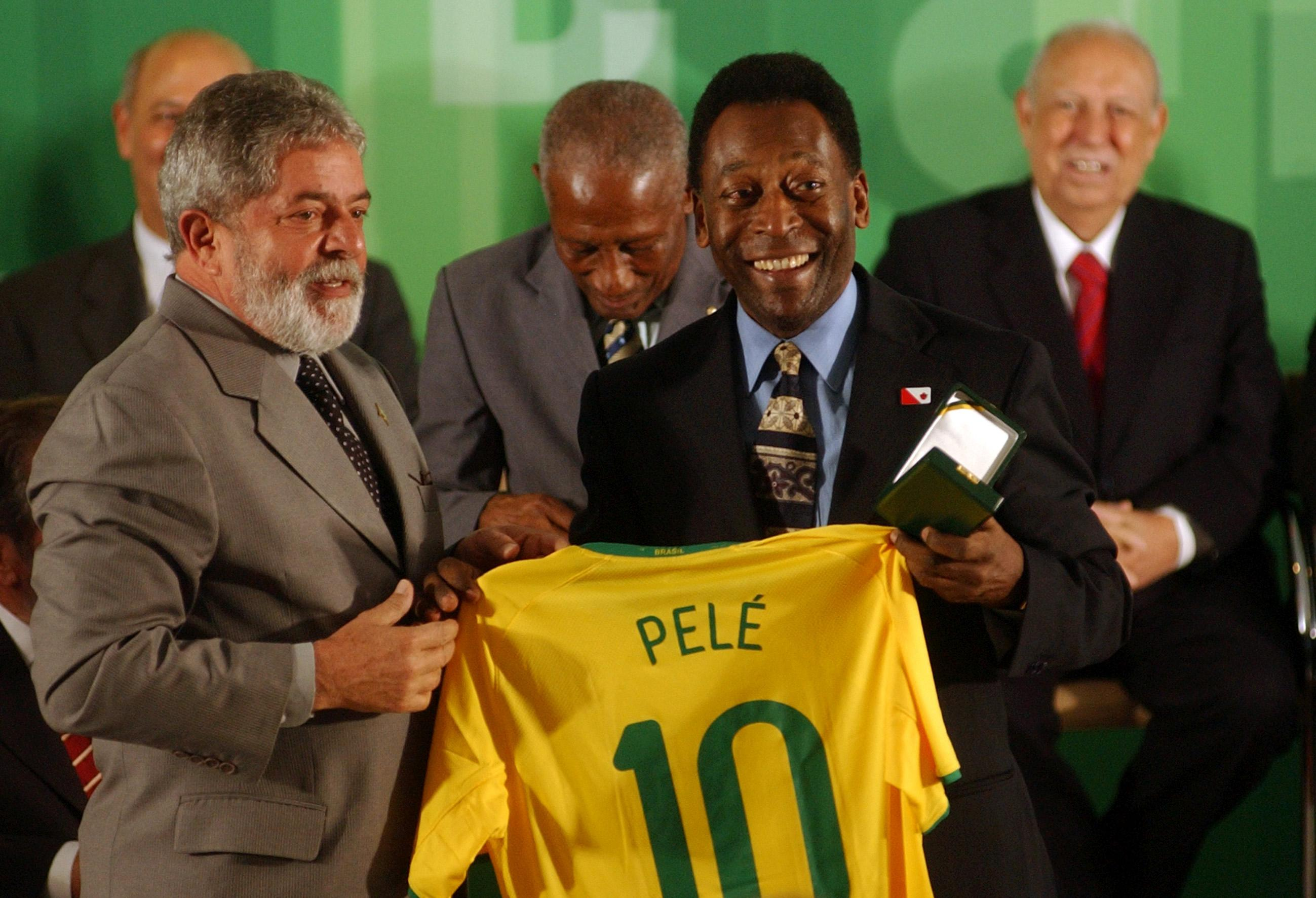
Pelé mit Staatspräsident Lula 2008

In seinem Heimatland wird er auch als Pérola Negra (Schwarze Perle), O Rei do Futebol (König des Fußballs), O Rei Pelé (König Pelé) oder einfach als O Rei (Der König) bezeichnet. Sein Name wurde von den Medien als Synonym für einen überragenden Fußballer verwendet wie bei Zico (weißer Pelé) oder Neymar (neuer Pelé); die Fußballer Abédi Pelé und Claus-Dieter Wollitz trugen den Spitznamen Pelé.
Referee Guillermo Velásquez
Am 17. Juli 1967 trat Pelé mit dem FC Santos in einem Saisonvorbereitungsspiel im Stadion El Campín von Bogotá gegen eine kolumbianische Jugendauswahl an. Das Spiel endete 4:2 für Santos. Als es nach der Anerkennung eines Tors der Auswahl durch Referee Guillermo Velásquez zu einem Spielerauflauf der Santosianer kam, unter ihnen Gilmar, Lima und Pepe, wurde Pelé des Feldes verwiesen. Die Zuschauer forderten jedoch nachdrücklich, Pelé zu sehen. Der Schiedsrichter übergab die Pfeife an einen seiner Assistenten, und Pelé kehrte aus der Kabine aufs Feld zurück. Velásquez erklärte später, er habe nur schwarze Spieler um sich gesehen und geglaubt, Pelé habe ihn gestoßen. 42 Jahre später kam es 2010 am selben Ort anlässlich eines Matchs der Millonarios gegen Santa Fe in Anwesenheit Pelés zu einer ehrenden Erinnerung daran.
Trikot mit der Nummer 10
2002 wurde ein Fußballtrikot Pelés beim Londoner Auktionshaus Christie’s für 251.000 Euro versteigert. Das Trikot mit der Nummer 10, welches Pelé im WM-Finale von 1970 beim 4:1 gegen Italien getragen hatte, ging an einen anonymen Anrufer. Angeboten wurde es von dem ehemaligen italienischen Nationalspieler Roberto Rosato, welcher am Ende des Finals sein Trikot gegen das von Pelé getauscht hatte. Damit wäre es das teuerste auf einer Auktion verkaufte Fußballtrikot. Allerdings zweifelt der ehemalige brasilianische Nationaltrainer Mario Zagallo an der Echtheit des Trikots. Er sei angeblich im Besitz des Trikots, das Pelé in der 1. Halbzeit trug, und der damalige Konditionstrainer Admilo Chirol im Besitz desjenigen der 2. Halbzeit.
100-jähriges Bestehen der FIFA
Pelé hat zum 100-jährigen Bestehen der FIFA am 4. März 2004 die Auswahl für die FIFA 100, eine Liste mit den 125 besten lebenden Fußballspielern, aufgestellt.
„pelé“ im Wörterbuch
Im April 2023 wurde das Adjektiv pelé zu den mehr als 167.000 Wörtern des in Brasilien gedruckten portugiesischen Michaelis-Wörterbuchs. Mit dem Wort kann etwas oder jemand Außergewöhnliches bezeichnet werden, in dem Sinne, in dem es in Brasilien bereits informell verwendet wird. In der Online-Version des Wörterbuchs wird „pelé“ als gleichbedeutend mit „außergewöhnlich, unvergleichlich, einzigartig“ geführt, die Definition des Begriffs lautet: „Etwas oder jemand, das oder der aus dem Rahmen fällt, etwas oder jemand, das oder der aufgrund seiner Qualität, seines Wertes oder seiner Überlegenheit mit nichts und niemandem sonst gleichgesetzt werden kann, wie Pelé, Spitzname von Edson Arantes do Nascimento (1940–2022), der als der größte Sportler aller Zeiten gilt.“.
Körperliche Eigenschaften
Gemäß einem Bericht der New York Times von 1975 gab es eine Analyse der körperlichen Voraussetzungen Pelés. Sein Herz schlug beim Training 56 bis 58 Mal pro Minute. Im Vergleich wurde das Herz eines durchschnittlichen Sportlers im Training mit 90 bis 95 Schlägen pro Minute genannt. Pelés aerobe Kapazität (die maximale Sauerstoffaufnahme) sei so groß gewesen, dass er eine große Anstrengung innerhalb von 45 bis 60 Sekunden wiederholen konnte. Sein peripheres Sehvermögen sei um 30 Prozent größer als das eines durchschnittlichen Sportlers. Pelé schien perfekt in das Bild Vitruvianischer Mensch von Leonardo da Vinci zu passen. Der Knochen seiner Ferse war außergewöhnlich stark entwickelt. Dieses zwang ihn, sich beim Laufen nach vorne zu beugen. Es diente ideal als Stoßdämpfer nach einem Sprung oder hohen Tritt sowie seiner Schnelligkeit. Diese soll auf 100 Metern 11 Sekunden betragen haben. Seine Sprungkraft war so gut, dass er noch vor seinen Gegenspielern absprang und so quasi länger in der Luft war. Bei seiner Körpergröße von 173 cm soll er nach einer Messung der New York Times 122 cm hoch gesprungen sein und somit eine Höhe von 295 cm erreicht haben.

## Zitate

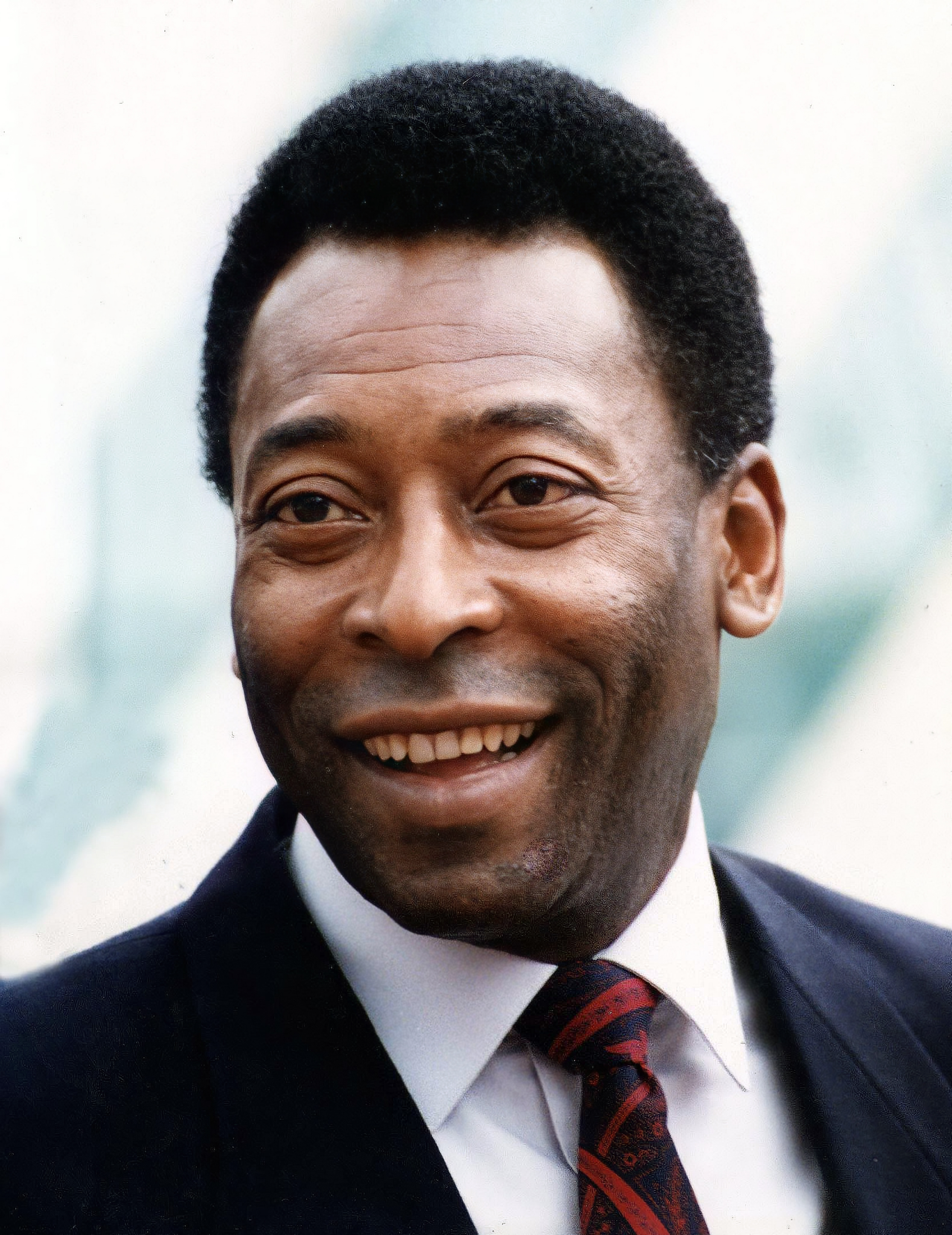
Pelé (1995)

- „Der beste Spieler der Geschichte war Alfredo Di Stefano. Ich weigere mich, Pelé als Spieler zu klassifizieren. Er war darüber.“ – Ferenc Puskás[54]
- „Ich denke, er ist Fußball. Ihr habt den wirklichen Special One – Mr. Pelé.“ – José Mourinho, 2005[55]
- „Nach dem fünften Tor wollte sogar ich applaudieren.“ – Sigvard Parling, nach dem WM-Finale 1958[56]
- „Als ich Pelé spielen sah, wollte ich meine Fußballschuhe nur noch an den Nagel hängen.“ – Just Fontaine, WM-Torschützenkönig 1958[57]
- „Pelé war einfach der kompletteste Spieler, den ich je gesehen habe.“ – Bobby Moore,[58] nach Brasiliens 1:0-Sieg über England im Vorrundenspiel in Guadalajara
- „Ich erinnere mich, wie Saldanha von einem brasilianischen Journalisten gefragt wurde, wer der beste Torwart in seinem Kader sei. Er antwortete „Pelé“. Der Mann konnte auf allen Positionen spielen.“ – Bobby Moore
- „Vor dem Endspiel sagte ich zu mir: Pelé ist aus Fleisch und Knochen, so wie ich. Danach erkannte ich, dass ich Unrecht hatte.“ – Tarcisio Burgnich nach dem WM-Finale 1970[59]
- „Der beste Spieler aller Zeiten? Pelé. Messi und Cristiano Ronaldo sind beides großartige Spieler mit außerordentlichen Fähigkeiten, aber Pelé war besser.“ – Alfredo Di Stéfano[60]
- „Ich hatte noch nie Idole. Aber da ich Brasilianer bin, bin ich wie alle anderen in diesem Land. Da wir gute Brasilianer sind, ist Pelé unser Gott, zumindest ist er meiner. Das Spiel dürfte eigentlich nicht Fußball heißen, sondern Pelé.“ – Romário[61]
- „Ein schweigender Pelé ist ein Poet.“ Romário über Pelés Aufforderung, seine Karriere zu beenden. – Romário[62]
- „Es wird nur einen Pelé geben, wie es auch nur einen Frank Sinatra oder nur einen Michelangelo gegeben hat. Ich war der Beste.“ – Pelé[21]
- „Arm, reich, hässlich oder schön, für Gott sind alle Menschen gleich. Warum er ausgerechnet mir diese Gabe geschenkt hat, weiß ich nicht. Ich hätte in meinem Leben nur Fußball spielen können. Michelangelo hat gemalt, Beethoven Klavier gespielt und ich Fußball.“ – Pelé[63]

## Film
- Pelé spielte zusammen mit vielen anderen ehemaligen Profifußballspielern in dem Film Flucht oder Sieg (1981) mit. Er nahm die Rolle eines amerikanischen Kriegsgefangenen ein und zeigte auch sein fußballerisches Können: Per Fallrückzieher erzielte er den entscheidenden Treffer. Außerdem war er an der Erstellung der Choreographie für die Fußballszenen in dem Film beteiligt.
- Pelé und Garrincha – Brasilianische Fußballkönige. (Pelé, Garrincha, Dieux du Brésil.) Frankreich, 2002, 81 Min. Regie: Jean-Christophe Rose[64]
- Pelé Eterno, Dokumentation, Brasilien, 2004, 125 Min. Regie: Anibal Massaini Neto[65]
- Legenden: Pelé, Dokumentation, Deutschland, Erstausstrahlung: 29. Mai 2006, 45 Min. Buch und Regie: Christian Weisenborn, Produktion: ARD[17]
- Pelé – Der Film, USA, 2016, 107 Min. Buch und Regie: Jeff Zimbalist. Biopic, welches die Anfangszeit der Karriere des Fußballers und die Beziehung zu seinem Vater in der Zeit behandelt. Der Film wurde erstmals im April 2016 auf dem Tribeca Film Festival in New York vorgeführt und im Mai 2016 veröffentlicht.[66]
- Pelé, Dokumentation, 2021, 108 Min. Regie: Ben Nichols und David Tryhorn. Der Film erzählt die Geschichte um Pelé und Brasiliens. Seit 2021 auf Netflix.